# Яунелгава
Яунелгава (произношение) (на латвийски: Jaunjelgava, поради наличие на йотация има разлика между произношението и правописа) е град в централна Латвия, намиращ се в историческата област Земгале и в административния район Айзкраукле.